# Каган, Елена
Елена Каган (англ. Elena Kagan; р. 28 апреля 1960 года, Нью-Йорк) — американский юрист, член Верховного суда США, вступила в должность 7 августа 2010 года. Она стала четвёртой женщиной-судьёй в истории Верховного суда. До утверждения в должности занимала пост Генерального солиситора США (заместителя Генерального прокурора США, 2009—2010).
Член Американского философского общества (2011).

## Биография
Родилась в еврейской семье адвоката и учительницы. Училась в Принстоне (бакалавр истории, сумма кум лауде, 1981), Оксфордском университете (магистр философии, 1983) и Гарвардской школе права (доктор права, магна кум лауде, 1986).
Работала секретарём Апелляционного и Верховного судов США. Начала карьеру в качестве профессора юридического факультета университета Чикаго (1991—1995).
Работала в Белом доме помощником советника по юридическим вопросам, а затем советником по внутренней политике при администрации Клинтона (1995—1999).
Вернулась к преподаванию в качестве профессора Гарвардской школы права в 1999 году. Впоследствии стала первой женщиной-деканом этого факультета (2003).
Её кандидатура была предложена президентом Бараком Обамой 10 мая 2010 взамен ушедшего на пенсию Джона Пола Стивенса. Утверждена в должности Сенатом США 5 августа 2010, при 63 голосах за и 37 против. 7 августа того же года вступила в должность.
Почётный член своей альма-матер в Оксфорде - Вустер-колледжа.